# Daniel Jacobs
Daniel "Danny" Jacobs (n. 3 februarie 1987, New York City, New York, SUA) este un boxer profesionist american. Jacobs este de douo ori campion mondial middleweight, deținând în prezent titlul IBF din 2018, iar anterior titlul WBA (Regular) din 2014 până în 2017. Poreclit "Miracle Man", cariera lui Jacobs a fost aproape tăiată în 2011 din cauza osteosarcomului, o formă rară de cancer osos. A făcut o recuperare completă după ce a petrecut 19 luni în afara sportului.

## Biografie
Jacobs s-a născut și a crescut în cartierul rezidențial Brooklyn din Brownsville. A fost crescut de mama sa, Yvette Jacobs, bunica sa, Cordelia Jacobs, și mătușile sale. Jacobs a absolvit la Liceul Erasmus.

## Carieră ca amator
Ca boxer amator, Jacobs a înregistrat 137 de victorii și 7 înfrângeri. În 2003, Jacobs a câștigat campionatul național de juniori la Jocurile Olimpice. În 2004, Jacobs a câștigat campionul național al Statelor Unite în divizia sub 19, un campionat național PAL și un campionat național de mănuși de primăvară. În 2005, a câștigat cel de-al doilea campionat național PAL și a câștigat, de asemenea, campionatul național la categoria "Mănuși de aur". În 2006, Jacobs a câștigat campionatul american Amateur middleweight. În timpul carierei sale de amatori, Jacobs a câștigat patru campionate de mănuși de aur din New York.

## Carieră ca profesionist

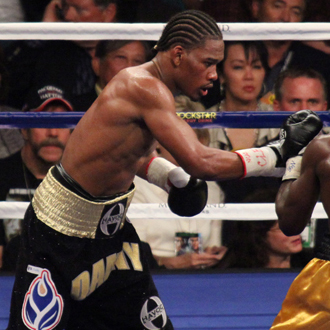
Meci de box în care Daniel Jacobs (stânga) se bate cu Michael Walker (dreapta), pe 2 mai 2009 la MGM Grand din Las Vegas

Jacobs și-a făcut debutul profesionist în box la evenimentul Floyd Mayweather Jr. vs. Ricky Hatton, care a avut loc pe 8 decembrie 2007 la MGM Grand din Las Vegas, Nevada. În acea luptă, l-a învins pe Jose Jesus Hurtado prin TKO în doar 29 de secunde. Jacobs a semnat cu Golden Boy Promotions.

### Luptă cu Pirog pentru titlul WBO
Pe 31 iulie 2010, Jacobs sa confruntat cu boxerul neînvins rus Dmitri Pirog pentru campionatul vacant al WBO. Cureaua a aparținut ultima dată lui Sergio Martínez, care a fost deposedat din cauza nerespectării regulilor WBO. Lupta a avut loc la Centrul de Evenimente Mandalay Bay. Pirog a fost un adversar 3-1 care a intrat în luptă. Jacobs a fost făcut KO în runda a 5, însemnând prima sa înfrângere din carieră. După luptă, Pirog a spus: "După a doua rundă, am știut că am fost bun, l-am rănit și am știut că mă pot întoarce și o voi face din nou".
Jacobs a câștigat următoarele două lupte înainte de a fi diagnosticat cu osteosarcom.

### Întoarcere după tratamentul cancerului
Pe 20 octombrie 2012, după ce s-a recuperat pe deplin din cauza cancerului, Jacobs a reușit să se întoarcă cu succes la boxul profesionist, cu o victorie în primă rundă în fața lui Josh Luteran.
Pe 19 august 2013, Jacobs a capturat titlul WBC Continental Americas mijlociu prin intermediul unui KO în a treia rundă împotriva lui Giovanni Lorenzo în timpul premierii Golden Boy Live! pe Fox Sports 1.

### Campion WBA (Regular)
Pe 9 august 2014, Jacobs a câștigat titlul vacant WBA (Regular) la categoria mijlocie, cu un TKO în 5 runde împotriva lui Jarrod Fletcher, la Barclays Center din Brooklyn, New York. Jacobs la doborât pe Fletcher în runda 1 cu un cârlig stâng și în runda 5 cu o cruce dreaptă. Cu victoria, Jacobs a devenit campion mondial. "Se simte atât de grozav să câștigi această centură", a spus Jacobs. "Este cel mai mare moment din viața mea". Jacobs a declarat că dorește să lupte în continuare cu Peter Quillin.

### Campion IBF
După ce Gennady Golovkin a fost deposedat de titlul IBF pentru nerespectarea regulilor IBF, Jacobs a luptat cu ucraineanul Serhiy Derevianchenko pentru titlul vacant. Jacobs a câștigat luptă prin decizie în 12 runde, devenind 2 ori campion mondial.

## Record în box
| No. | Rezultat   | Record | Oponent                | Metodă | Rundă, timp   | Dată              | Locație                                                             | Note                                                                                                   |
| --- | ---------- | ------ | ---------------------- | ------ | ------------- | ----------------- | ------------------------------------------------------------------- | --- |
| 42  | Înfrângere | 37–5   | Shane Mosley Jr.       | UD     | 10            | 6 iulie 2024      | Honda Center, Anaheim, California, U.S.                             | |
| 41  | Înfrângere | 37–4   | John Ryder             | SD     | 12            | 12 februarie 2022 | Alexandra Palace, Londra, Anglia                                    | |
| 40  | Victorie   | 37–3   | Gabriel Rosado         | SD     | 12            | 27 noiembrie 2020 | Hard Rock Live, Hollywood, Florida, U.S.                            | |
| 39  | Victorie   | 36–3   | Julio César Chávez Jr. | RTD    | 5 (12) 3:00   | 20 decembrie 2019 | Talking Stick Resort Arena, Phoenix, Arizona, U.S.                  | |
| 38  | Înfrângere | 35–3   | Canelo Álvarez         | UD     | 12            | 4 mai 2019        | T-Mobile Arena, Paradise, Nevada, U.S.                              | Pierde IBF middleweight; Pentru WBA (Super), WBC, The Ring, și lineal middleweight                     |
| 37  | Victorie   | 35–2   | Serhiy Derevianchenko  | SD     | 12            | 27 oct 2018       | Hulu Theater, New York City, New York, U.S.                         | Câștigă titlul mondial vacant IBF middleweight                                                         |
| 36  | Victorie   | 34–2   | Maciej Sulęcki         | UD     | 12            | 28 apr 2018       | Barclays Center, New York City, New York, U.S.                      | |
| 35  | Victorie   | 33–2   | Luís Arias             | UD     | 12            | 11 noi 2017       | Nassau Veterans Memorial Coliseum, Uniondale, New York, U.S.        | |
| 34  | Înfrângere | 32–2   | Gennady Golovkin       | UD     | 12            | 18 mar 2017       | Madison Square Garden, New York City, New York, U.S.                | Pierde titlul WBA (Regular) middleweight title; Pentru titlurile WBA (Super), WBC, și IBO middleweight |
| 33  | Victorie   | 32–1   | Sergio Mora            | TKO    | 7 (12), 2:08  | 9 sep 2016        | Santander Arena, Reading, Pennsylvania, U.S.                        | Păstrează titlul WBA (Regular) middleweight                                                            |
| 32  | Victorie   | 31–1   | Peter Quillin          | TKO    | 1 (12), 1:25  | 5 dec 2015        | Barclays Center, New York City, New York, U.S.                      | Păstrează titlul WBA (Regular) middleweight                                                            |
| 31  | Victorie   | 30–1   | Sergio Mora            | TKO    | 2 (12), 2:55  | 1 aug 2015        | Barclays Center, New York City, New York, U.S.                      | Păstrează titlul WBA (Regular) middleweight                                                            |
| 30  | Victorie   | 29–1   | Caleb Truax            | TKO    | 12 (12), 2:12 | 24 apr 2015       | UIC Pavilion, Chicago, Illinois, U.S.                               | Păstrează titlul WBA (Regular) middleweight                                                            |
| 29  | Victorie   | 28–1   | Jarrod Fletcher        | TKO    | 5 (12), 2:58  | 9 aug 2014        | Barclays Center, New York City, New York, U.S.                      | Câștigă titlul mondial vacant WBA (Regular) middleweight                                               |
| 28  | Victorie   | 27–1   | Milton Nuñez           | TKO    | 1 (10), 2:25  | 15 mar 2014       | Coliseo Rubén Rodríguez, Bayamón, Puerto Rico                       | |
| 27  | Victorie   | 26–1   | Giovanni Lorenzo       | TKO    | 3 (10), 2:05  | 19 aug 2013       | Best Buy Theater, New York City, New York, U.S.                     | Câștigă titlul vacant WBC Continental Americas middleweight                                            |
| 26  | Victorie   | 25–1   | Keenan Colins          | TKO    | 4 (8), 2:06   | 22 iun 2013       | Barclays Center, New York City, New York, U.S.                      | |
| 25  | Victorie   | 24–1   | Chris Fitzpatrick      | RTD    | 5 (8), 3:00   | 1 dec 2012        | Madison Square Garden, New York City, New York, U.S.                | |
| 24  | Victorie   | 23–1   | Josh Lutheran          | TKO    | 1 (8), 1:13   | 20 oct 2012       | Barclays Center, New York City, New York, U.S.                      | |
| 23  | Victorie   | 22–1   | Robert Kliewer         | KO     | 1 (10), 1:44  | 5 mar 2011        | Honda Center, Anaheim, California, U.S.                             | |
| 22  | Victorie   | 21–1   | Jesse Orta             | TKO    | 5 (8), 3:00   | 18 dec 2010       | Colisée Pepsi, Quebec City, Quebec, Canada                          | |
| 21  | Înfrângere | 20–1   | Dmitry Pirog           | KO     | 5 (12), 0:57  | 31 iul 2010       | Mandalay Bay Events Center, Paradise, Nevada, U.S.                  | Pentru titlul vacant WBO middleweight                                                                  |
| 20  | Victorie   | 20–0   | Juan Astorga           | TKO    | 2 (10), 0:51  | 15 mai 2010       | The Theater at Madison Square Garden, New York City, New York, U.S. | Păstrează titlul WBO–NABO middleweight; Câștigă titlul vacant NABF middleweight                        |
| 19  | Victorie   | 19–0   | Jose Rodriguez Berrio  | RTD    | 1 (8), 3:00   | 27 mar 2010       | Hard Rock Hotel and Casino, Paradise, Nevada, U.S.                  | |
| 18  | Victorie   | 18–0   | Ishe Smith             | UD     | 10            | 22 aug 2009       | Toyota Center, Houston, Texas, U.S.                                 | Câștigă titlul vacant WBO–NABO middleweight                                                            |
| 17  | Victorie   | 17–0   | George Walton          | TKO    | 8 (10), 1:59  | 26 iun 2009       | Desert Diamond Casino, Tucson, Arizona, U.S.                        | |
| 16  | Victorie   | 16–0   | Michael Walker         | UD     | 8             | 2 mai 2009        | MGM Grand Garden Arena, Paradise, Nevada, U.S.                      | |
| 15  | Victorie   | 15–0   | Jose Varela            | KO     | 2 (8), 1:29   | 24 apr 2009       | UIC Pavilion, Chicago, Illinois, U.S.                               | |
| 14  | Victorie   | 14–0   | Jose Luis Cruz         | KO     | 1 (6), 2:59   | 28 feb 2009       | Toyota Center, Houston, Texas, U.S.                                 | |
| 13  | Victorie   | 13–0   | Victor Lares           | TKO    | 2 (8), 2:44   | 6 dec 2008        | MGM Grand Garden Arena, Paradise, Nevada, U.S.                      | |
| 12  | Victorie   | 12–0   | Jimmy Campbell         | TKO    | 3 (6), 2:59   | 8 noi 2008        | Madison Square Garden, New York City, New York, U.S.                | |
| 11  | Victorie   | 11–0   | Tyrone Watson          | KO     | 1 (6), 2:29   | 18 oct 2008       | Boardwalk Hall, Atlantic City, New Jersey, U.S.                     | |
| 10  | Victorie   | 10–0   | Emmanuel Gonzalez      | UD     | 6             | 27 sep 2008       | Home Depot Center, Carson, California, U.S.                         | |
| 9   | Victorie   | 9–0    | Ramon Espinoza         | TKO    | 1 (6), 0:57   | 13 sep 2008       | MGM Grand Garden Arena, Paradise, Nevada, U.S.                      | |
| 8   | Victorie   | 8–0    | Sergio Rios            | KO     | 1 (6), 2:46   | 23 iul 2008       | Morongo Casino Resort & Spa, Cabazon, California, U.S.              | |
| 7   | Victorie   | 7–0    | Julio Perez            | TKO    | 1 (6), 1:49   | 4 iul 2008        | Dodge Arena, Hidalgo, Texas, U.S.                                   | |
| 6   | Victorie   | 6–0    | Jose Pena              | TKO    | 1 (4), 0:53   | 3 mai 2008        | Home Depot Center, Carson, California, U.S.                         | |
| 5   | Victorie   | 5–0    | Leshon Sims            | TKO    | 4 (4), 2:31   | 19 apr 2008       | Thomas & Mack Center, Paradise, Nevada, U.S.                        | |
| 4   | Victorie   | 4–0    | Matt Palmer            | TKO    | 1 (4), 2:43   | 22 mar 2008       | Morongo Casino Resort & Spa, Cabazon, California, U.S.              | |
| 3   | Victorie   | 3–0    | Alexander Volkov       | TKO    | 2 (4), 2:57   | 16 feb 2008       | MGM Grand Garden Arena, Paradise, Nevada, U.S.                      | |
| 2   | Victorie   | 2–0    | Hector Lopez           | KO     | 1 (4), 1:05   | 25 ian 2008       | Cicero Stadium, Cicero, Illinois, U.S.                              | |
| 1   | Victorie   | 1–0    | Jose Jesus Hurtado     | TKO    | 1 (4), 0:29   | 8 dec 2007        | MGM Grand Garden Arena, Paradise, Nevada, U.S.                      | |

## Legături externe
- Profilul lui Daniel Jacobs pe boxrec.com
- Daniel Jacobs profile at Premier Boxing Champions